# Дарт (река)
Дарт (англ. Dart) — река в графстве Девон в Юго-Западной Англии. Течёт с холмов вересковых пустошей Дартмура и впадает в Ла-Манш у портового города Дартмут. Средний расход воды — 11,04 м³/с. Высота истока — 210 м над уровнем моря.
Название реки имеет бриттское происхождение и означает «река, на которой растут дубы».
Дарт образуется слиянием рек Ист-Дарт и Уэст-Дарт в местности под названием Дартмит (англ. Dartmeet; meet — встреча, слияние). После того, как река покидает Дартмур, она течёт в южном направлении, мимо Бакфастского Аббатства и через города Бакфастли, Дартингтон и Тотнес. Впадает в Ла-Манш у Эксетера, разливаясь при этом в обширный эстуарий, приливно-отливный риас. На восточном берегу эстуария располагается деревня Кингсвер, на западном — Дартмут, в защищённой гавани которого находится глубоководный порт.